# Campeonato do Reino Unido de Snooker
O Campeonato britânico de snooker (conhecido como UK Championship) é um torneio profissional de snooker, geralmente visto como o segundo mais importante do calendário do snooker após o campeonato mundial de snooker, pelo que faz parte da Triple Crown da modalidade. Realizou-se pela primeira vez em 1977.

## História
A primeira edição do UK Championship foi realizada em 1977 em Blackpool como UK Professional Snooker Championship, um torneio então aberto apenas para residentes no Reino Unido ou portadores de passaportes do Reino Unido. O irlandês Patsy Fagan venceu o jogo da final contra o galês Doug Mountjoy, levando para casa um prêmio de 2000 libras.
As regras de admissão mudaram em 1984, quando o torneio foi incorporado no sistema de ranking. Todos os jogadores profissionais agora podem entrar no tabuleiro. Desde essa data, o Campeonato do Reino Unido é, em termos de pontos distribuídos aos participantes e também de vitórias, o segundo torneio mais importante da temporada, perdendo apenas para o Campeonato do Mundo.
O escocês Jamie Burnett conseguiu em 2004 uma pontuação de 148 pontos. Começando com uma bola livre no início do seu break, ele embolsou uma castanha, uma azul, duas rosas e doze pretas. Esta foi, até 2021, a mais alta já alcançada em um torneio profissional oficial.

### Breaks máximos
Em 1987, Willie Thorne se tornou o primeiro jogador a conseguir um break máximo. Após ele tivemos os breaks máximos de Peter Ebdon (1992), Stephen Hendry (1995 e 1999), Nick Dyson (fase de qualificação de 2000), David Gray (2004), Ding Junhui (2008), Andy Hicks e Jack Lisowski (ambos na fase de qualificação de 2012), John Higgins (2012), Mark Selby (2013), Ronnie O'Sullivan (2007 e 2014), Neil Robertson (2015), Mark Allen (2016), Barry Hawkins (2019), Kyren Wilson e Stuart Bingham (ambos em 2020) e Gary Wilson (2021). No geral, o Campeonato do Reino Unido é o torneio profissional com o maior número de breaks máximos.
Já foram feitos um total de 19 breaks máximos oficiais ratificados no Campeonato do Reino Unido.
| \| # \| Nome \| Edição \| Oponente \| Árbitro \| \| -- \| ----------------- \| --------------------------- \| -------------- \| ------------------- \| \| 1 \| Willie Thorne \| 1987 \| Tommy Murphy \| John Street \| \| 2 \| Peter Ebdon \| 1992 \| Ken Doherty \| Colin Brinded \| \| 3 \| Stephen Hendry \| 1995 \| Gary Wilkinson \| John Williams \| \| 4 \| Stephen Hendry \| 1999 \| Paul Wykes \| John Newton \| \| 5 \| Nick Dyson \| 2000 \| Robert Milkins \| Alan Chamberlain \| \| 6 \| David Gray \| 2004 \| Mark Selby \| Eirian Williams \| \| 7 \| Ronnie O’Sullivan \| 2007 \| Mark Selby \| Alan Chamberlain \| \| 8 \| Ding Junhui \| 2008 \| John Higgins \| Jan Verhaas \| \| 9 \| Andy Hicks \| 2012 (fase de qualificação) \| Daniel Wells \| Olivier Marteel \| \| 10 \| Jack Lisowski \| 2012 (fase de qualificação) \| Chen Zhe \| Colin Humphries \| \| 11 \| John Higgins \| 2012 \| Mark Davis \| Terry Camilleri \| \| 12 \| Mark Selby \| 2013 \| Ricky Walden \| Paul Collier \| \| 13 \| Ronnie O’Sullivan \| 2014 \| Matt Selt \| Jan Verhaas \| \| 14 \| Neil Robertson \| 2015 \| Liang Wenbo \| Jan Verhaas \| \| 15 \| Mark Allen \| 2016 \| Rod Lawler \| Marcel Eckardt \| \| 16 \| Barry Hawkins \| 2019 \| Gerard Greene \| Brendan Moore \| \| 17 \| Kyren Wilson \| 2020 \| Ashley Hugill \| Colin Humphries \| \| 18 \| Stuart Bingham \| 2020 \| Zak Surety \| Marcel Eckardt \| \| 19 \| Gary Wilson \| 2021 \| Ian Burns \| Desislava Bozhilova \| |                   |                             |                |                     |
| # | Nome              | Edição                      | Oponente       | Árbitro             |
| 1 | Willie Thorne     | 1987                        | Tommy Murphy   | John Street         |
| 2 | Peter Ebdon       | 1992                        | Ken Doherty    | Colin Brinded       |
| 3 | Stephen Hendry    | 1995                        | Gary Wilkinson | John Williams       |
| 4 | Stephen Hendry    | 1999                        | Paul Wykes     | John Newton         |
| 5 | Nick Dyson        | 2000                        | Robert Milkins | Alan Chamberlain    |
| 6 | David Gray        | 2004                        | Mark Selby     | Eirian Williams     |
| 7 | Ronnie O’Sullivan | 2007                        | Mark Selby     | Alan Chamberlain    |
| 8 | Ding Junhui       | 2008                        | John Higgins   | Jan Verhaas         |
| 9 | Andy Hicks        | 2012 (fase de qualificação) | Daniel Wells   | Olivier Marteel     |
| 10 | Jack Lisowski     | 2012 (fase de qualificação) | Chen Zhe       | Colin Humphries     |
| 11 | John Higgins      | 2012                        | Mark Davis     | Terry Camilleri     |
| 12 | Mark Selby        | 2013                        | Ricky Walden   | Paul Collier        |
| 13 | Ronnie O’Sullivan | 2014                        | Matt Selt      | Jan Verhaas         |
| 14 | Neil Robertson    | 2015                        | Liang Wenbo    | Jan Verhaas         |
| 15 | Mark Allen        | 2016                        | Rod Lawler     | Marcel Eckardt      |
| 16 | Barry Hawkins     | 2019                        | Gerard Greene  | Brendan Moore       |
| 17 | Kyren Wilson      | 2020                        | Ashley Hugill  | Colin Humphries     |
| 18 | Stuart Bingham    | 2020                        | Zak Surety     | Marcel Eckardt      |
| 19 | Gary Wilson       | 2021                        | Ian Burns      | Desislava Bozhilova |

## Vencedores e finalistas
| Ano                       | Ano                       | Vencedor                  | Finalista                 | Placar                    | Local                                           | Época                     |
| Sem contar para o ranking | Sem contar para o ranking | Sem contar para o ranking | Sem contar para o ranking | Sem contar para o ranking | Sem contar para o ranking                       | Sem contar para o ranking |
| ------------------------- | ------------------------- | ------------------------- | ------------------------- | ------------------------- | ----------------------------------------------- | ------------------------- |
| 1977                      | 1977                      | Patsy Fagan               | Doug Mountjoy             | 12–9                      | Tower Circus em Blackpool                       | 1977–78                   |
| 1978                      | 1978                      | Doug Mountjoy             | David Taylor              | 15–9                      | Preston Guild Hall em Preston                   | 1978–79                   |
| 1979                      | 1979                      | John Virgo                | Terry Griffiths           | 14–13                     | Preston Guild Hall em Preston                   | 1979–80                   |
| 1980                      | 1980                      | Steve Davis               | Alex Higgins              | 16–6                      | Preston Guild Hall em Preston                   | 1980–81                   |
| 1981                      | 1981                      | Steve Davis               | Terry Griffiths           | 16–3                      | Preston Guild Hall em Preston                   | 1981–82                   |
| 1982                      | 1982                      | Terry Griffiths           | Alex Higgins              | 16–15                     | Preston Guild Hall em Preston                   | 1982–83                   |
| 1983                      | 1983                      | Alex Higgins              | Steve Davis               | 16–15                     | Preston Guild Hall em Preston                   | 1983–84                   |
| A contar para o ranking   |                           |                           |                           |                           |                                                 |                           |
| 1984                      | 1984                      | Steve Davis               | Alex Higgins              | 16–8                      | Preston Guild Hall em Preston                   | 1984–85                   |
| 1985                      | 1985                      | Steve Davis               | Willie Thorne             | 16–14                     | Preston Guild Hall em Preston                   | 1985–86                   |
| 1986                      | 1986                      | Steve Davis               | Neal Foulds               | 16–7                      | Preston Guild Hall em Preston                   | 1986–87                   |
| 1987                      | 1987                      | Steve Davis               | Jimmy White               | 16–14                     | Preston Guild Hall em Preston                   | 1987–88                   |
| 1988                      | 1988                      | Doug Mountjoy             | Stephen Hendry            | 16–12                     | Preston Guild Hall em Preston                   | 1988–89                   |
| 1989                      | 1989                      | Stephen Hendry            | Steve Davis               | 16–12                     | Preston Guild Hall em Preston                   | 1989–90                   |
| 1990                      | 1990                      | Stephen Hendry            | Steve Davis               | 16–15                     | Preston Guild Hall em Preston                   | 1990–91                   |
| 1991                      | 1991                      | John Parrott              | Jimmy White               | 16–13                     | Preston Guild Hall em Preston                   | 1991–92                   |
| 1992                      | 1992                      | Jimmy White               | John Parrott              | 16–9                      | Preston Guild Hall em Preston                   | 1992–93                   |
| 1993                      | 1993                      | Ronnie O'Sullivan         | Stephen Hendry            | 10–6                      | Preston Guild Hall em Preston                   | 1993–94                   |
| 1994                      | 1994                      | Stephen Hendry            | Ken Doherty               | 10–5                      | Preston Guild Hall em Preston                   | 1994–95                   |
| 1995                      | 1995                      | Stephen Hendry            | Peter Ebdon               | 10–3                      | Preston Guild Hall em Preston                   | 1995–96                   |
| 1996                      | 1996                      | Stephen Hendry            | John Higgins              | 10–9                      | Preston Guild Hall em Preston                   | 1996–97                   |
| 1997                      | 1997                      | Ronnie O'Sullivan         | Stephen Hendry            | 10–6                      | Preston Guild Hall em Preston                   | 1997–98                   |
| 1998                      | 1998                      | John Higgins              | Matthew Stevens           | 10–6                      | Bournemouth International Centre em Bournemouth | 1998–99                   |
| 1999                      | 1999                      | Mark Williams             | Matthew Stevens           | 10–8                      | Bournemouth International Centre em Bournemouth | 1999–00                   |
| 2000                      | 2000                      | John Higgins              | Mark Williams             | 10–4                      | Bournemouth International Centre em Bournemouth | 2000–01                   |
| 2001                      | 2001                      | Ronnie O'Sullivan         | Ken Doherty               | 10–1                      | Barbican Centre em York                         | 2001–02                   |
| 2002                      | 2002                      | Mark Williams             | Ken Doherty               | 10–9                      | Barbican Centre em York                         | 2002–03                   |
| 2003                      | 2003                      | Matthew Stevens           | Stephen Hendry            | 10–8                      | Barbican Centre em York                         | 2003–04                   |
| 2004                      | 2004                      | Stephen Maguire           | David Gray                | 10–1                      | Barbican Centre em York                         | 2004–05                   |
| 2005                      | 2005                      | Ding Junhui               | Steve Davis               | 10–6                      | Barbican Centre em York                         | 2005–06                   |
| 2006                      | 2006                      | Peter Ebdon               | Stephen Hendry            | 10–6                      | Barbican Centre em York                         | 2006–07                   |
| 2007                      | 2007                      | Ronnie O'Sullivan         | Stephen Maguire           | 10–2                      | Telford International Centre em Telford         | 2007–08                   |
| 2008                      | [ 5 ]                     | Shaun Murphy              | Marco Fu                  | 10–9                      | Telford International Centre em Telford         | 2008–09                   |
| 2009                      | [ 6 ]                     | Ding Junhui               | John Higgins              | 10–8                      | Telford International Centre em Telford         | 2009–10                   |
| 2010                      | [ 7 ]                     | John Higgins              | Mark Williams             | 10–9                      | Telford International Centre em Telford         | 2010–11                   |
| 2011                      | [ 8 ]                     | Judd Trump                | Mark Allen                | 10–8                      | Barbican Centre em York                         | 2011–12                   |
| 2012                      | [ 9 ]                     | Mark Selby                | Shaun Murphy              | 10–6                      | Barbican Centre em York                         | 2012–13                   |
| 2013                      | [ 10 ]                    | Neil Robertson            | Mark Selby                | 10–7                      | Barbican Centre em York                         | 2013–14                   |
| 2014                      | [ 11 ]                    | Ronnie O'Sullivan         | Judd Trump                | 10–9                      | Barbican Centre em York                         | 2014–15                   |
| 2015                      | [ 12 ]                    | Neil Robertson            | Liang Wenbo               | 10–5                      | Barbican Centre em York                         | 2015–16                   |
| 2016                      | [ 13 ]                    | Mark Selby                | Ronnie O'Sullivan         | 10–7                      | Barbican Centre em York                         | 2016–17                   |
| 2017                      | [ 14 ]                    | Ronnie O'Sullivan         | Shaun Murphy              | 10–5                      | Barbican Centre em York                         | 2017–18                   |
| 2018                      | [ 15 ]                    | Ronnie O'Sullivan         | Mark Allen                | 10–6                      | Barbican Centre em York                         | 2018–19                   |
| 2019                      | [ 16 ]                    | Ding Junhui               | Stephen Maguire           | 10–6                      | Barbican Centre em York                         | 2019–20                   |
| 2020                      | [ 17 ]                    | Neil Robertson            | Judd Trump                | 10–9                      | Marshall Arena em Milton Keynes                 | 2020–21                   |
| 2021                      | [ 18 ]                    | Zhao Xintong              | Luca Brecel               | 10–5                      | Barbican Centre em York                         | 2021–22                   |
| 2022                      | [ 19 ]                    | Mark Allen                | Ding Junhui               | 10–7                      | Barbican Centre em York                         | 2022–23                   |